# XXVIII. sjezd KSSS
XXVIII. sjezd KSSS se konal mezi 2. a 13. červencem 1990 v Moskvě.
Jednalo se o mimořádný sjezd strany; důvodem pro narušení obvyklého pětiletého intervalu (řádný sjezd by se konal roku 1991) byla krizová situace ve vztazích v zemi. XXVIII. sjezd byl posledním v historii celé strany i SSSR.
Během tohoto sjezdu byl znovuzvolen Michail Gorbačov za generálního tajemníka strany, jeho zástupcem se stal Vladimir Ivaško. Též byl schválen nový status strany, který tak formálně a de facto ukončil její monopolní postavení na politické scéně v SSSR.
Z KSSS v době sjezdu také vystoupil například Boris Jelcin. Důvodem byl rozkol ve straně; demokratické křídlo usilovalo o pokračování demokratizace a perestrojky, konzervativní však bylo ostře proti a Gorbačovovo počínání označilo za „léčbu komunismu kapitalismem“. Nebyl proto schválen nový program strany, vzniklo pouze programové prohlášení.